# Zalesie (Janów)
Zalesie (ukr. Залісся) – część osiedla typu miejskiego Janowa na Ukrainie, w obwodzie lwowskim, w rejonie jaworowskim. Leży w południowej części miasta, na południowo-zachodnim brzegu Stawu Janowskiego, w rejonie ulicy Lwowskiej.
Dawniej odrębna wieś. Znajdowała się tu siedzba sądu powiatowego janowskiego. W II Rzeczypospolitej do 1929 samodzielna gmina jednostkowa i obszar dworski w powiecie gródeckim województwie lwowskim. W 1921 liczba mieszkańców gminy Zalesie wynosiła 274, a obszaru dworskiego 73. 1 kwietnia 1929 gminę Zalesie zniesiono, włączając jej obszar do miasta Janowa.
Po II wojnie światowej włączone wraz z całym Janowem do ZSRR.